# Мистер Эндерби изнутри (роман)
«Мистер Эндерби изнутри» — роман английского писателя Энтони Бёрджесса. Вышел в 1963 году.

## Сюжет
Без остатка погружен мистер Эндерби в свои стихи, комплексы и страхи. Он с ними сжился и творит как сомнамбула в своем изолированном мире. Но жестокая циничная реальность вламывается в его святилище. И гений терпит поражение в мире, лишенном гармонии. От мистера Эндерби не остается ничего, кроме лучезарно-умиротворенного Пигги Хогга, мечтающего о говядине с толченой картошкой…